# The Holographic Principle
The Holographic Principle è il settimo album in studio del gruppo musicale olandese Epica, pubblicato il 30 settembre 2016 dalla Nuclear Blast.

## Antefatti
In un'intervista concessa a Metal Wani il 19 settembre 2015, il chitarrista e cantante Mark Jansen è stato intervistato da Metal Wani, rivelando che gli Epica avevano già composto venticinque nuovi brani, dovendo tuttavia decidere quali verranno registrati e quali verranno scartati.
Nel dicembre dello stesso anno il gruppo ha svolto la pre-produzione dell'album, passando alla fase di registrazione dal 9 gennaio 2016; il 19 gennaio il bassista Rob van der Loo ha dichiarato che il gruppo ha registrato le parti di batteria, basso e chitarra ritmica, aggiungendo inoltre che gli Epica disporranno di un coro e di un'orchestra ancora più ampi dei precedenti e, per la prima volta, di una sezione di ottoni reali. Van der Loo ha successivamente affermato che il settimo album sarebbe stato più aggressivo del precedente, mentre Jansen ha invece dichiarato la propria intenzione di seguire la scia di The Quantum Enigma. Tra la fine di febbraio e la metà di marzo il chitarrista Isaac Delahaye e il tastierista Coen Janssen hanno rivelato attraverso le loro pagine Facebook di aver registrato anche parti di mandolino, ukulele, balalaica e percussioni reali. Le parti vocali registrate da Simone Simons, come dichiarato dalla stessa, risultano essere «molto orecchiabili e seducenti», nonché caratterizzate da continue variazioni sullo stile vocale, dall'opera al rock e al pop. La cantante ha inoltre affermato che Jansen e il batterista Ariën van Weesenbeek hanno modificato l'approccio alle parti di growl e scream, cantando spesso all'unisono.
Le registrazioni sono terminate il 1º maggio, dando così il via alla fase di post-produzione. Delahaye, in un'intervista per Metallized, ha spiegato che è stata data molta attenzione al missaggio, in modo da valorizzare ogni singolo strumento. Il 3 giugno gli Epica hanno rivelato la copertina e il titolo del loro settimo album, The Holographic Principle, comunicando infine la lista tracce dello stesso il 17 giugno.

### La scelta dei brani
Durante la sessione di ascolto europea, ai giornalisti è stato presentato l'album con una lista tracce differente da quella definitiva: al posto di Once Upon a Nightmare e Ascension (Dream State Armageddon) erano presenti Decoded Poetry, The Solace System e Immortal Melancholy, quest'ultima inserita poi in versione acustica nel secondo CD presente nelle edizioni digipak, earbook e digitale. Dall'album sono stati scartati anche i brani Wheel of Destiny e Architect of Light, quest'ultimo ispirato dal film Inception. Un ulteriore brano scartato dall'album, Fight Your Demons, è stato distribuito come CD singolo esclusivamente a coloro che hanno acquistato un pacchetto VIP durante la prima tournée nordamericana ed europea in supporto all'album.
Jansen e Simons hanno motivato queste scelte spiegando di aver ricevuto ottime opinioni sulla parte iniziale e quella finale della lista tracce, mentre in quella centrale vari giornalisti hanno rilevato un calo qualitativo. Jansen, in un'intervista per Rock Overdose, ha affermato che i membri del gruppo trovano di alto livello i brani scartati e per questo intendono pubblicarli in un secondo momento all'interno di un EP di prossima uscita. Il 23 giugno 2017 il gruppo ha confermato che i sei brani scartati da The Holographic Principle sarebbero stati pubblicati nell'EP The Solace System, uscito il 1º settembre dello stesso anno.
Intervistato da Metalfan.nl nel settembre 2018, Mark Jansen ha spiegato che per l'album era stato scritto anche il brano The Flaming Rage of God, ma è stato scartato prima delle registrazioni perché il ritornello non lo convinceva; dopo averlo modificato, Jansen lo ha registrato per Dhyana, terzo album dei MaYaN.

## Tematiche

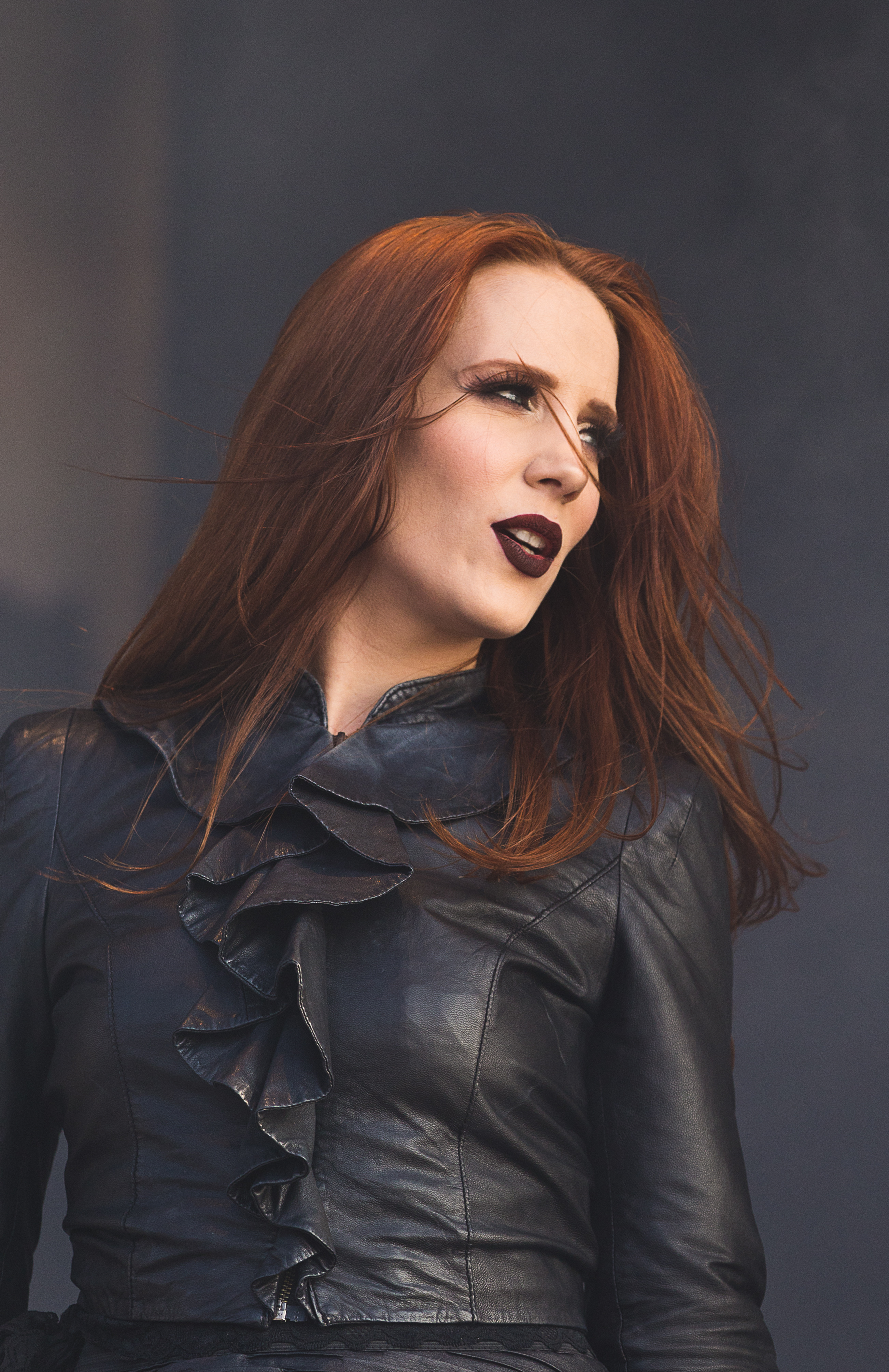
Simone Simons, autrice dei testi di Edge of the Blade, A Phantasmic Parade, Once Upon a Nightmare e Dancing in a Hurricane

Il 17 giugno 2016, in concomitanza con l'annuncio della lista tracce di The Holographic Principle, gli Epica hanno descritto la tematica portante dell'album attraverso la seguente dichiarazione:
Questo concept, ispirato in parte dalle teorie del fisico Leonard Susskind, è trattato con attitudine filosofica in A Phantasmic Parade, Beyond the Matrix e nella title track. Anche i brani The Cosmic Algorithm e Ascension (Dream State Armageddon) trattano temi tangenti: il primo parla di come dar senso a un'esistenza in cui tutto sembra regolato da leggi matematiche, mentre il secondo riguarda i limiti gnoseologici umani di fronte al confine tra sogno e veglia. Questo problema viene in parte risolto in Tear Down Your Walls, ispirato dallo sciamanesimo e dal buddhismo: solo attraverso la meditazione si possono comprendere e accettare le molte dimensioni della realtà, imparando a fidarsi delle proprie intuizioni.
Gli altri brani dell'album trattano tematiche differenti: Edge of the Blade l'ossessione per la bellezza e la perfezione estetica, Universal Death Squad le implicazioni etiche nell'uso dei robot militari autonomi, Dancing in a Hurricane i bambini cresciuti in zone di guerra e i rifugiati politici. Divide and Conquer riguarda invece l'attuale situazione politica in Medio Oriente e, verso la fine, presenta delle campionature sovrapposte di discorsi di Barack Obama, Hillary Clinton, Nicolas Sarkozy, David Cameron e John Kerry. In Once Upon a Nightmare l'attore Paul Babikian recita dei versi della traduzione inglese di una ballata di Goethe, Erlkönig, ispirata da una creatura malvagia che ruba l'anima ai bambini; Simons ha utilizzato ciò come una metafora del sentirsi bloccati in una vita senza lieto fine né innocenza. Infine Immortal Melancholy, presente in versione acustica, parla di due innamorati che, essendo entrambi malati terminali, hanno deciso di ricorrere all'eutanasia e morire nello stesso momento; si tratta della storia di due amici di famiglia di Simons.

## Stile musicale
Nei brani dell'album gli elementi tipici della musica degli Epica sono stati estremizzati e modernizzati ulteriormente. Il sound risulta più sinfonico e corale rispetto agli album precedenti, ma al contempo le chitarre sono state messe più in evidenza sia in fase di scrittura dei brani sia in fase di post-produzione; ciò ha portato a una maggiore attenzione ai riff e a un aumento delle influenze death, groove, thrash, black e, in alcuni passaggi, djent. Quest'ultimo genere si riscontra anche nell'uso della batteria, molto più varia e caratterizzata pure da momenti power. La critica ha inoltre riscontrato un aumento delle influenze progressive, con un maggiore uso di tempi dispari in levare e frequenti cambi di tempo e umore; ciò ha portato alcuni critici a indicare The Holographic Principle come una via di mezzo fra Requiem for the Indifferent, The Divine Conspiracy e The Quantum Enigma. Sono presenti anche elementi provenienti dalla musica etnica e folk, oltre a passaggi gothic. Le linee vocali sono varie e sofisticate, ma permane la grande attenzione all'orecchiabilità delle melodie, che in alcuni casi trae ispirazione dal pop.
Tutta la musica e i testi sono stati scritti e arrangiati dagli Epica e Joost van der Broek, mentre le melodie vocali sono state coscritte da van der Broek insieme a Isaac Delahaye, Coen Janssen e Sascha Paeth. Gli adattamenti acustici dei brani contenuti nel secondo disco sono stati scritti e arrangiati da Delahaye, Janssen, van der Broek e dagli Epica.
In un'intervista del 2021 Mark Jansen ha detto che, con il passare del tempo e degli ascolti, ha iniziato a trovare troppo pieno e sovraccarico il missaggio di The Holographic Principle, al punto da faticare ad ascoltarlo per via dei suoi muri sonori; per questo motivo l'approccio alla produzione e alla post-produzione è diventato più dinamico con l'album successivo, Omega.

## Promozione

### Tour

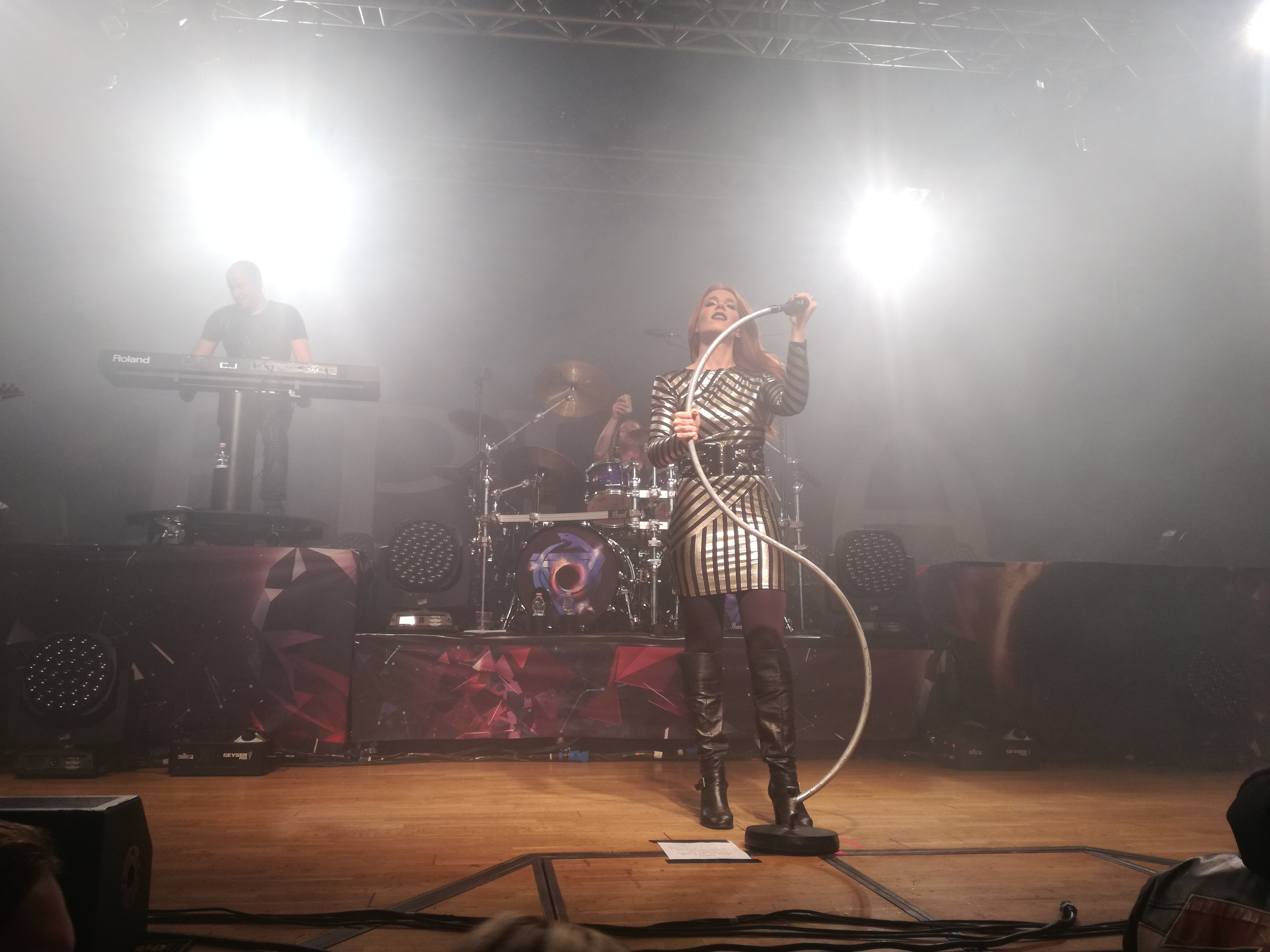
Gli Epica dal vivo al Live Club di Trezzo sull'Adda nel 2017

Il 30 marzo il gruppo ha comunicato che il 1º ottobre dello stesso anno The Holographic Principle sarebbe stato presentato dal vivo la seconda edizione olandese dell'Epic Metal Fest, che ha avuto luogo a Tilburg; al festival hanno preso parte anche i Katatonia, i Textures, i MaYaN, i Myrath, i Fleshgod Apocalypse, i The Ocean, gli Stream of Passion, i The Agonist, due gruppi emergenti belgi (gli Evil Invaders e gli Off the Cross) e un gruppo emergente olandese (i For I Am King). L'Epic Metal Fest ha avuto anche un'edizione brasiliana, tenutasi il 15 ottobre a San Paolo con la partecipazione dei Paradise Lost, degli Xandria, dei The Ocean e di due gruppi emergenti autoctoni, i Tuatha de Danann e i Project46. Tra novembre e dicembre gli Epica hanno intrapreso un tour in Canada e negli Stati Uniti d'America, venendo supportati dai Fleshgod Apocalypse, dai The Agonist e dagli Arkona. Tra gennaio e febbraio il tour mondiale degli Epica ha toccato anche l'Europa, supportati dai Powerwolf e dai Beyond the Black, mentre tra febbraio e marzo il sestetto si è esibito in Scandinavia e Russia, supportato dagli islandesi Skálmöld. A inizio aprile il tour mondiale ha toccato anche il Giappone, Taiwan e la Corea del Sud, mentre a maggio è stata la volta dell'America Centrale e del Sud e poi a giugno d'Israele. Durante l'estate, invece, il gruppo si è esibito all'interno di vari festival per poi, tra agosto e settembre, ritornare in tour negli Stati Uniti e in Canada supportati dai Lacuna Coil, dagli Insomnium e dagli Elantris. A ottobre ha avuto luogo un mini-tour belga e olandese con i MaYaN nel ruolo di band di supporto, a cui ha fatto seguito, tra novembre e dicembre, un nuovo tour europeo con i Vuur e i Myrath in apertura. A gennaio la tournée degli Epica ha fatto tappa in Giappone e nell'America meridionale, per poi arrivare ad aprile nel Regno Unito e in l'Irlanda con il supporto di Myrkur e degli Oceans of Slumber. In estate la band ha partecipato ad alcuni festival, a seguito dei quali ha dichiarato di volersi prendere una pausa prima della composizione del prossimo album.

### Singoli e videoclip
Il 29 luglio 2016 è stato pubblicato per il download digitale il primo singolo dell'album, intitolato Universal Death Squad. Secondo le parole di Jansen, si tratta uno dei brani che «rappresenta bene il nuovo album, perché è heavy e melodica allo stesso tempo.» In concomitanza con il lancio del singolo, il gruppo ha reso disponibile l'album per il pre-ordine nei formati CD standard, digipak (comprendente un secondo CD costituito da cinque brani acustici), earbook (composto anche da un terzo CD con le versioni strumentali dei brani dell'album), doppio vinile e download digitale, oltre a un box set comprensivo del doppio vinile, dell'earbook e di alcuni gadget. L'8 settembre il gruppo ha reso disponibile il videoclip della seconda traccia, Edge of the Blade, diretto da Jens De Vos; successivamente è stato pubblicato un CD singolo del brano in allegato all'edizione di ottobre 2016 della rivista tedesca Sonic Seducer.
Il 18 novembre 2017 è stato pubblicato il lyric video di Ascension (Dream State Armageddon), che presenta scene tratte dal concerto tenuto dal gruppo all'Epic Metal Fest olandese. Il video è stato girato ancora una volta da Jens De Vos della Panda Production, team che anche per questo tour degli Epica ha realizzato degli Aftermovie. L'11 gennaio 2017 è stata la volta del videoclip di Beyond the Matrix, anch'esso diretto da De Vos, seguito il 19 febbraio da quello per A Phantasmic Parade, il quale mostra filmati realizzati durante alcune date del The European Principle Tour. Il 3 maggio è stato pubblicato il videoclip live di Dancing in a Hurricane, registrato durante un concerto a Parigi.
Il 3 maggio 2018 è stato pubblicato il videoclip di Universal Love Squad, versione acustica di Universal Death Squad, che presenta scene tratte dallo show speciale tenuto in occasione del millesimo concerto degli Epica. Nel videoclip sono presenti Marcela Bovio, che in quell'occasione aveva suonato il violino proprio su Universal Love Squad, e Cristina Scabbia, che aveva duettato con il gruppo in Storm the Sorrow.
Il 27 ottobre gli Epica hanno pubblicato in formato 10" e download digitale il singolo Beyond the Matrix - The Battle, nuova versione di Beyond the Matrix incisa con la Metropole Orkest, l'orchestra pop/jazz più grande al mondo e vincitrice di due Grammy Award; tale collaborazione è stata resa possibile grazie a un concorso indetto dalla stessa orchestra e vinto dagli Epica il 1º agosto 2017.

## Accoglienza
| Recensione          | Giudizio |
| ------------------- | -------- |
| Amped-Up            |          |
| Keys and Chords     |          |
| Live Reviewer       |          |
| Lords of Metal      | 97/100   |
| Metal Fan           | 85/100   |
| Metal Force         |          |
| Metal Injection     |          |
| Metallized          | 89/100   |
| Metal Talk          |          |
| Metal Temple        |          |
| Metal Wani          |          |
| Music Waves         |          |
| Powerplay           |          |
| Rock Hard Italy     |          |
| Sonic Cathedral     |          |
| Spirit of Metal     |          |
| Stormbringer        |          |
| The Prog Mind       |          |
| United Rock Nations |          |
| We Love Metal       |          |

La critica specializzata ha accolto positivamente The Holographic Principle, applaudendo l'abilità tecnica ed espressiva del sestetto, la composizione profonda e stratificata, l'equilibrio tra i brani complessi e quelli diretti, la cura dei dettagli, la varietà delle influenze e l'orecchiabilità delle melodie. Tra i brani principalmente elogiati dai critici vi sono The Holographic Principle (A Profound Understanding of Reality), Once Upon a Nightmare e Ascension (Dream State Armageddon), ma anche brani come Divide and Conquer, Universal Death Squad e A Phantasmic Parade vengono spesso citati fra i migliori; l'accoglienza è invece stata mediamente tiepida nei confronti di Edge of the Blade e The Cosmic Algorithm.
Fernando di We Love Metal ha sottolineato il potenziale live dell'album e la sua capacità di abbattere le barriere tra i generi. Inoltre per lui The Holographic Principle è l'album più dinamico e vario degli Epica, in grado di portarli in trionfo come pionieri e leader del settore. Pure Peetoff di United Rock Nations pensa che il sestetto sia ormai al vertice gerarchico del genere, anche grazie alla prova vocale di Simons, alle abilità di Delahaye e van Weesenbeek, alle melodie curate e alle importanti componenti progressive e di metal estremo.
Jonathon Besanko di Metal Obsession si complimenta con gli Epica per l'intelligenza nell'uso degli strumenti non convenzionali, soprattutto nei passaggi d'ispirazione etnica, e per il solo impiego di strumentazione reale. Parla inoltre di un album raffinato, eclettico, moderno e dall'attitudine marcatamente progressive. Sandra Yeomans di Metal Wani tiene in considerazione anche le influenze death e thrash degli Epica, che sono aumentate e talvolta sfociano nel black. Nel complesso, per lei gli Epica hanno un loro peculiare modo di comporre, un loro stile unico e personale. Ciò da un lato è un pregio, perché permette loro di essere riconoscibili, ma dall'altro rischia di renderli prevedibili. A tal proposito, Ton Dekkers di Sonic Cathedral sostiene che, sebbene ci siano momenti dal sapore familiare, The Holographic Principle ne presenti anche di imprevedibili e nuovi. Il giornalista prosegue descrivendo l'album come cinematografico, violento ed emozionante, in grado quindi di regalare «un'esperienza musicale unica», mai noiosa, sorprendente e al contempo rispettosa delle radici della band. Della stessa opinione è il recensore di Lords of Metal, secondo cui gli Epica hanno spostato il limite del proprio spettro sonoro, inserendo novità e dettagli da scoprire ascolto dopo ascolto. Pone inoltre l'accento sulla freschezza e l'originalità di alcuni riff e sulla prova maiuscola di Simone Simons, definita «la migliore cantante in assoluto del genere».
Per Emanuele Biani di Rock Hard Italy, i riff di The Holographic Principle presentano anche influenze groove e power, mentre altri hanno notato di più quelle death, thrash e black. Tra questi vi è il recensore di Spirit of Metal, che da un lato ha lodato l'album per la grande varietà delle atmosfere e delle soluzioni musicali, ma dall'altro ha sostenuto che il missaggio e il mastering penalizzino spesso la voce di Simone Simons.

## Tracce
1. Eidola – 2:39 (testo: Mark Jansen – musica: Coen Janssen, Mark Jansen)
2. Edge of the Blade – 4:34 (testo: Simone Simons – musica: Isaac Delahaye, Epica)
3. A Phantasmic Parade – 4:36 (testo: Simone Simons – musica: Ariën van Weesenbeek, Epica)
4. Universal Death Squad – 6:38 (testo: Mark Jansen – musica: Isaac Delahaye, Epica)
5. Divide and Conquer – 7:48 (testo: Mark Jansen – musica: Mark Jansen, Epica)
6. Beyond the Matrix – 6:26 (testo: Mark Jansen – musica: Isaac Delahaye, Epica)
7. Once Upon a Nightmare – 7:08 (testo: Simone Simons – musica: Coen Janssen, Epica)
8. The Cosmic Algorithm – 4:54 (testo: Mark Jansen – musica: Isaac Delahaye, Epica)
9. Ascension (Dream State Armageddon) – 5:16 (testo: Mark Jansen – musica: Rob van der Loo, Epica)
10. Dancing in a Hurricane – 5:26 (testo: Simone Simons – musica: Coen Janssen, Epica)
11. Tear Down Your Walls – 5:03 (testo: Mark Jansen – musica: Mark Jansen, Epica)
12. The Holographic Principle (A Profound Understanding of Reality) – 11:35 (testo: Mark Jansen – musica: Mark Jansen, Epica)

Traccia bonus nell'edizione giapponese
1. Immortal Melancholy (Piano Version) – 3:15 (testo: Simone Simons – musica: Mark Jansen, Joost van den Broek, Epica)

The Acoustic Principle – CD 2 presente nelle edizioni Digipak, Earbook e digitale
1. Beyond the Good, the Bad and the Ugly – 4:29 (testo: Mark Jansen – musica: Isaac Delahaye, Epica)
2. Dancing in a Gypsy Camp – 4:28 (testo: Simone Simons – musica: Coen Janssen, Epica)
3. Immortal Melancholy (Acoustic Version) – 3:13 (testo: Simone Simons – musica: Mark Jansen, Joost van den Broek, Epica)
4. The Funky Algorithm – 3:30 (testo: Mark Jansen; adattamento: Isaac Delahaye, Simone Simons – musica: Isaac Delahaye, Epica)
5. Universal Love Squad – 3:35 (testo: Mark Jansen – musica: Isaac Delahaye, Epica)

The Instrumental Principle – CD 3 presente nell'edizione Earbook
1. Eidola – 2:39 (musica: Coen Janssen, Mark Jansen)
2. Edge of the Blade – 4:34 (musica: Isaac Delahaye, Epica)
3. A Phantasmic Parade – 4:36 (musica: Ariën van Weesenbeek, Epica)
4. Universal Death Squad – 6:38 (musica: Isaac Delahaye, Epica)
5. Divide and Conquer – 7:48 (musica: Mark Jansen, Epica)
6. Beyond the Matrix – 6:26 (musica: Isaac Delahaye, Epica)
7. Once Upon a Nightmare – 7:08 (musica: Coen Janssen, Epica)
8. The Cosmic Algorithm – 4:54 (musica: Isaac Delahaye, Epica)
9. Ascension (Dream State Armageddon) – 5:16 (musica: Rob van der Loo, Epica)
10. Dancing in a Hurricane – 5:26 (musica: Coen Janssen, Epica)
11. Tear Down Your Walls – 5:03 (musica: Mark Jansen, Epica)
12. The Holographic Principle (A Profound Understanding of Reality) – 11:35 (musica: Mark Jansen, Epica)

## Formazione

### The Holographic Principle
Gruppo
- Simone Simons – voce, cori
- Mark Jansen – grunt
- Isaac Delahaye – chitarra solista, ritmica e acustica, mandolino, balalaica, bouzouki, ukulele, tom orchestrali, djembe, conga, chimes, tamburello, triangolo, arrangiamenti orchestrali
- Coen Janssen – sintetizzatore, pianoforte, glockenspiel, xilofono, campane tubolari, tom orchestrali, grancassa, djembe, conga, cimbalini a dita, tamburello, effetti e campionamenti aggiuntivi, arrangiamenti orchestrali e del coro
- Rob van der Loo – basso
- Ariën van Weesenbeek – batteria, grunt aggiuntivi, voce parlata (traccia 9), rullante orchestrale, tom orchestrali, timbales, conga, bongo solista, piatti orchestrali

Altri musicisti
- Marcela Bovio – cori
- Linda Janssen – cori
- Cato Janssen – voce della bambina (traccia 1)
- Paul Babikian – voce del re elfico (traccia 7)
- Maria van Nieukerken – direzione del coro Kamerkoor PA'dam
- Alfrun Schmidt – soprano
- Annemieke Klinkenberg-Nuijten – soprano
- Dagmara Siuty – soprano
- Martha Bosch – soprano
- Ruth Becker – soprano
- Silvia da Silva Martinho – soprano
- Annette Stallinga – contralto
- Annette Vermeulen – contralto
- Cecile Roovers – contralto
- Natasha Morsink – contralto
- Guido Groenland – tenore
- Joost van Velzen – tenore
- Koert Braches – tenore
- Matthijs Frankema – tenore
- René Veen – tenore
- Allard Veldman – basso
- Andreas Goetze – basso
- Angus van Grevenbroek – basso
- Jan Douwes – basso
- Previn Moore – tenore aggiuntivo
- Ben Mathot – primo violino, violino solista
- Ian de Jong – primo violino
- Sabine Poiesz – primo violino
- Floortrje Beljon – secondo violino
- Loes Dooren – secondo violino
- Vera van der Bie – secondo violino
- Marieke de Bruijn – secondo violino
- Mark Mulder – viola, viola solista
- Frank Goossens – viola
- René van Munster – violoncello, violoncello solista
- Geneviève Verhage – violoncello
- Eilidh Martin – violoncello
- Jurgen van Nijnatten – tromba
- Marnix Coster – tromba
- Henk Veldt – corno francese
- Alex Thyssen – corno francese
- Paul Langerman – trombone
- Lennart de Winter – trombone, trombone basso
- Jeroen Goossens – flauto, ottavino, fagotto
- Thijs Dapper – oboe, oboe d'amore
- Jack Pisters – sitar
- Igor Hobus – rullante orchestrale, tom orchestrali, conga, djembe, darabouka, gong, piatto sospeso, tamburello
- Maarten de Peijper – rullante aggiuntivo
- Joost van den Broek – rullante aggiuntivo, effetti e campionamenti aggiuntivi, arrangiamenti orchestrali

Produzione
- Joost van den Broek – produzione, ingegneria del suono, montaggio, comissaggio
- Epica – produzione
- Jos Driessen – ingegneria del suono, montaggio
- Jacob Hansen – missaggio, mastering
- Darius van Helfteren – mastering aggiuntivo

### The Acoustic Principle
Gruppo
- Simone Simons – voce
- Isaac Delahaye – chitarre acustiche e classiche, percussioni, cori
- Coen Janssen – pianoforte, fisarmonica, wurlitzer, percussioni, cori
- Rob van der Loo – basso acustico
- Ariën van Weesenbeek – batteria, conga, djembe, lattine di birra

Altri musicisti
- Joost van den Broek – percussioni, cori
- Ben Mathot – violino
- Jeroen Goossens – flauto, flauto basso, flauto contrabbasso, clarinetto, zampogna, fyelli

Produzione
- Joost van den Broek – produzione, ingegneria del suono, montaggio, missaggio
- Epica – produzione
- Jos Driessen – ingegneria del suono, montaggio
- Jacob Hansen – missaggio
- Darius van Helfteren – mastering

## Classifiche
| Classifica (2016)          | Posizione massima |
| -------------------------- | ----------------- |
| Australia                  | 46                |
| Austria                    | 21                |
| Belgio (Fiandre)           | 12                |
| Belgio (Vallonia)          | 24                |
| Canada                     | 52                |
| Finlandia                  | 26                |
| Francia                    | 26                |
| Germania                   | 9                 |
| Giappone                   | 105               |
| Italia                     | 26                |
| Norvegia                   | 8                 |
| Paesi Bassi                | 4                 |
| Polonia                    | 69                |
| Portogallo                 | 25                |
| Regno Unito                | 46                |
| Regno Unito (rock & metal) | 3                 |
| Repubblica Ceca            | 11                |
| Spagna                     | 32                |
| Stati Uniti                | 139               |
| Stati Uniti (hard rock)    | 3                 |
| Stati Uniti (heatseekers)  | 2                 |
| Stati Uniti (independent)  | 17                |
| Stati Uniti (rock)         | 20                |
| Svezia (rock)              | 14                |
| Svizzera                   | 8                 |
| Ungheria                   | 27                |